# Cuscuta deltoidea
Cuscuta deltoidea är en vindeväxtart som beskrevs av Truman George Yuncker. Cuscuta deltoidea ingår i släktet snärjor, och familjen vindeväxter. Inga underarter finns listade i Catalogue of Life.